# Chiaki Yamada
Chiaki Yamada (jap. 山田 千愛, Yamada Chiaki; * 2. August 1966 in Shizuoka) ist eine ehemalige japanische Fußballspielerin.

## Karriere
Yamada absolvierte ihr erstes Länderspiel für die japanischen Nationalmannschaft am 17. Oktober 1984 gegen Italien. Sie wurde in den Kader der Asienmeisterschaft der Frauen 1989 berufen. Insgesamt bestritt sie 21 Länderspiele für Japan.